# Marty Morgan
Marty Morgan (ur. 6 marca 1968) – amerykański zapaśnik walczący w obu stylach. Zajął trzynaste miejsce na mistrzostwach świata w 1995 i odpadł w eliminacjach w 1993. Piąty w Pucharze Świata w 1995 roku.
Zawodnik Bloomington Kennedy High School, North Dakota State University i Uniwersytetu Minnesoty. Trzy razy All American (1989-1991) w NCAA Division I, pierwszy w 1991; drugi w 1990 i szósty w 1989. Pierwszy w NCAA Division II w 1987 roku.
Jego brat Gordy startował w turnieju zapaśniczym na igrzyskach w Atlancie 1996, a John  w Seulu 1988.